# Droga wojewódzka nr 902
Droga wojewódzka nr 902 – droga wojewódzka znajdująca się w całości na obszarze województwa śląskiego. Istnieje od 1 stycznia 2006 zgodnie z zarządzeniem Generalnego Dyrektora Dróg Krajowych i Autostrad.
Przebiega równoleżnikowo niemal równolegle do autostrady A4, na północ od niej. Łączy miasta Górnośląskiego Okręgu Przemysłowego: Katowice (Trasa imienia Nikodema i Józefa Renców), Chorzów, Świętochłowice, Rudę Śląską, Zabrze i Gliwice, stanowiąc zachodnią część Drogowej Trasy Średnicowej. Na całej długości jest bezkolizyjna, dwujezdniowa i posiada minimum trzy pasy ruchu dla każdego kierunku, z wyjątkiem wiaduktu nad rondem Sybiraków w Zabrzu oraz odcinka G2 w Gliwicach, gdzie trasa posiada dwa pasy ruchu dla każdego kierunku.

## Dopuszczalny nacisk na oś
Na całej długości drogi dozwolony jest ruch pojazdów o nacisku osi pojedynczej do 10 ton.